# Povos indígenas no Nordeste do Brasil

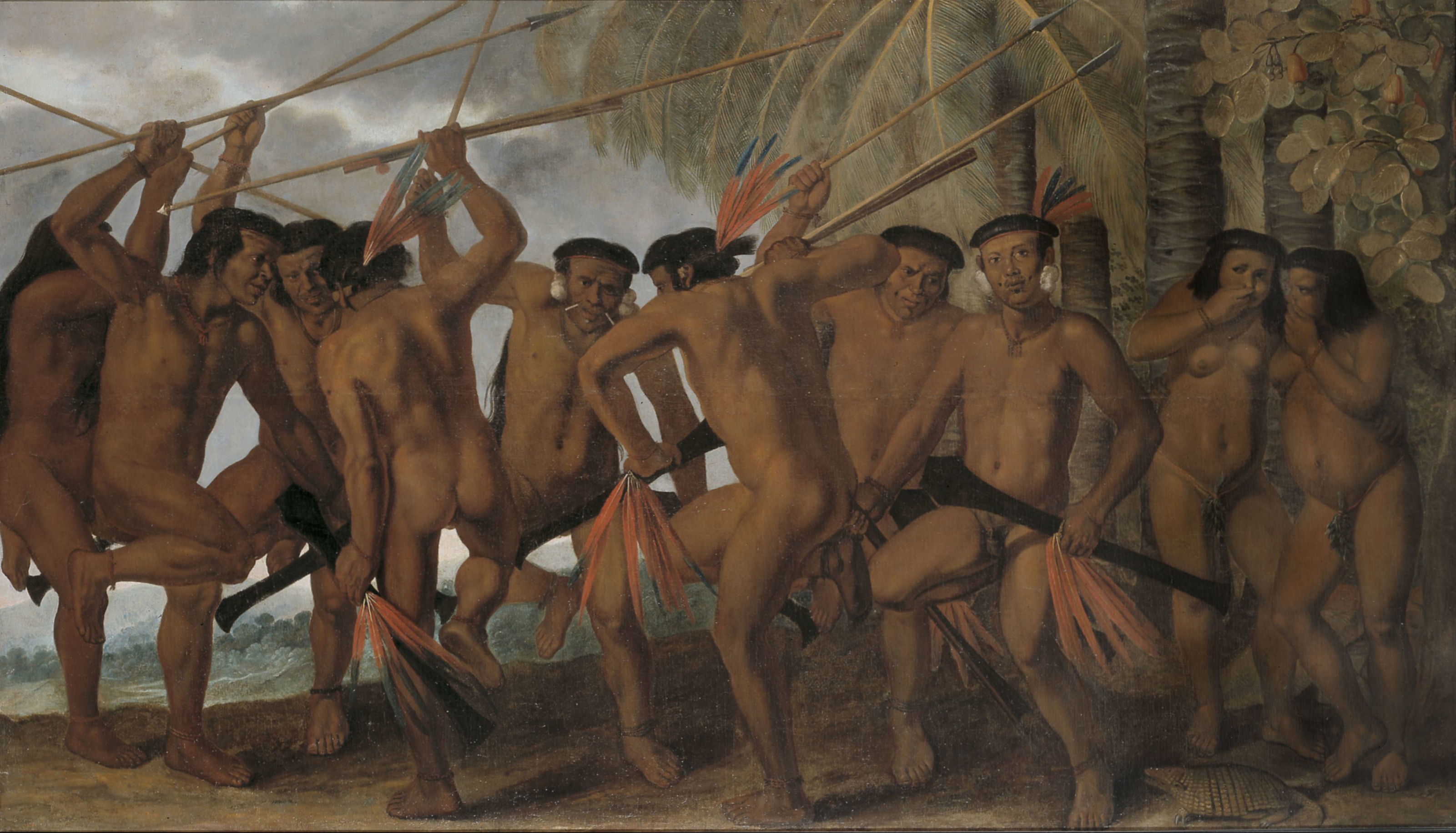
Dança dos Tarairiú, óleo sobre tela de Albert Eckhout. Capitania de Pernambuco, século XVII.

Os povos indígenas no Nordeste do Brasil compreendem um grande número de diferentes grupos étnicos que habitam o país desde milênios antes do início da colonização portuguesa, que principiou no século XVI, fazendo parte do grupo maior dos povos ameríndios. Caracterizados pelo fenômeno das emergências étnicas, os grupos indígenas na região vêm aumentando em número ao longo do século XX. Abaixo são apresentados a evolução da ação dos órgão brasileiros face aos povos indígenas desta área.
De acordo o Censo 2010 do IBGE, na Região Nordeste do Brasil, existia em 2010, 208.691 indígenas distribuídos em pelo menos duas dezenas de etnias.
Os estados com a maior proporção de povos indígenas na população são Pernambuco (0,6%) e Maranhão (0,5%), nono e décimo colocados no quadro geral dos estados. O município com a maior população indígena é Pesqueira (PE), com população indígena de 9.335 pessoas.
A etnia com a maior população são os guajajaras, no Maranhão, 24.428 pessoas, sendo a língua guajajara a língua indígena mais falada no Nordeste e uma das mais faladas no país, com 8.269 falantes, conforme o Censo de 2010 do IBGE.

## Histórico

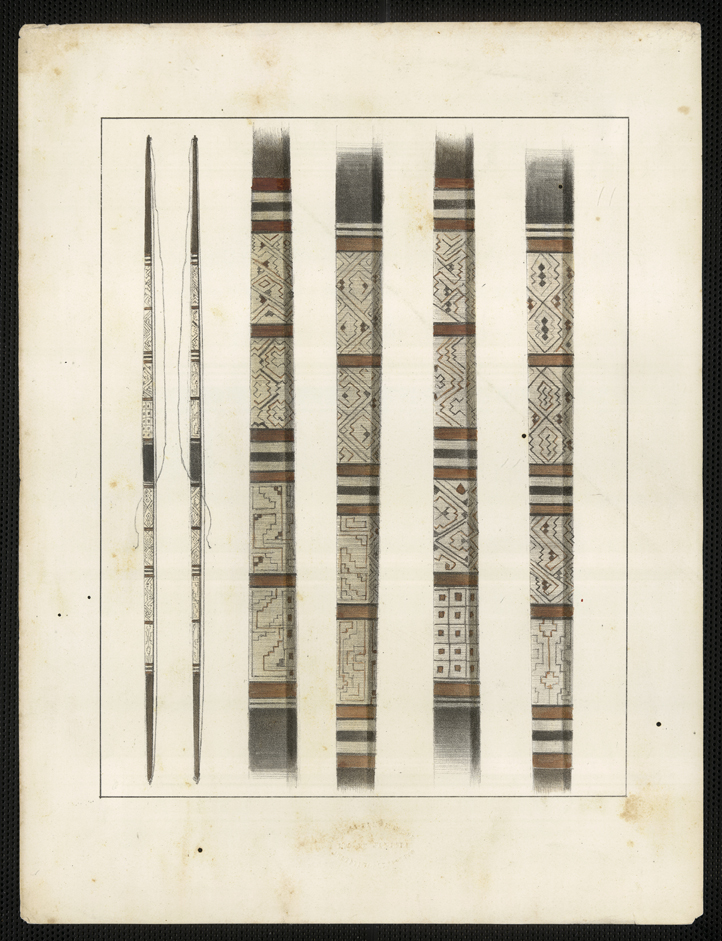
Armas de povos indígenas do Ceará, 1862.

Na década de 1940 já eram reconhecidos e tinham postos indígenas do Serviço de Proteção aos Índios - SPI funcionando, os povos indígenas Fulni-ô/PE, Potiguara/PB, Pankararu/PE e Pataxó-Hã-Hã-Hãe/BA ("remanescentes" Pataxó, Baenã, Kariri-Sapuyá, Kamakã e índios de Olivença). Em Minas havia postos para atender os Maxakali e Krenak ("remanescentes" dos grupos Botocudos Nakrehé, Krenak, Pojichá) os últimos "índios selvagens" do Leste.
Durante os anos 40 foram instalados postos para atender os Tuxá/BA, Atikum/PE, Kiriri/BA e Kariri-Xokó/AL. Já havia notícias a respeito dos Xukuru/PE e Xukuru-Kariri/AL que só vieram ter postos indígenas na década de 1950. Mobilizações como a dos Truká/PE, Kambiwá (índios da Serra Negra)/PE e Pankará/PE iniciam-se timidamente nestes anos.
Totais nos anos 1940: 10 postos indígenas incluindo Maxakali e Krenak. Mais notícias de pelo menos 5 outros grupos se mobilizando.
O antropólogo norte-americano David Hohenthal Jr. em textos publicados na década de 1950 e num relatório entregue ao SPI, sobre os indígenas da 4ª Inspetoria Regional do SPI - IR 4, especialmente os do Rio São Francisco menciona a existência ainda dos Pankará (Serra da Cacaria), Kambiwá (em Serra Talhada, fugidos da Serra Negra), Truká, Pankararé/BA e Shokó de Olho d'Água do Meio (atuais Tingui-Botó)/AL, além dos Natu, em Pacatuba, Sergipe e Baishóta, na imediações da Serra Umã/PE. Os Wakonã que ele menciona seriam os Xukuru-Kariri.
Na década de 1970 alguns destes povos iniciam mobilizações étnicas e passam a contar com postos indígenas constituindo um novo momento nos processos de antogêneses na região: Kambiwá e Pankararé. Na Bahia são criados postos para atender os Kaimbé e os Pataxó de Barra Velha, em Minas os Xakriabá são reconhecidos em finais dos anos 1960.
Na virada para os anos 1980 mobilizam-se os Xokó da ilha de São Pedro em Sergipe, os Tingui-Botó, Karapotó e Wassu-Cocal em Alagoas, os Truká e Kapinawá em Pernambuco. Os Tupiniquins e Guaranis do Espírito Santo também se mobilizam por esta época.
A partir de 1986 ganham corpo as reivindicações dos Tapeba e Tremembé no Ceará, dos Jeripankó em Alagoas e dos Kantaruré e Pankaru na Bahia. Desse modo chegamos ao final dos anos 1980 com um total de 29 povos indígenas no Leste–Nordeste.
Na década de 1990 as emergências étnicas estender-se-iam ainda mais pela região, abrangendo grupos no Ceará (Pitaguaris, Jenipapo-Kanindé, Kanindé, Tabajara, Kalabaça e Potiguara), Alagoas (Kalankó e Karuazu), Minas Gerais (Caxixó e Aranã), Pernambuco (Pipipã) e Bahia (Tumbalalá).
Nos últimos cinco anos, outros grupos tem emergido, como os Pankará e Pankaiuká, em Pernambuco, os Catökinn, Koiupanká e Aconã em Alagoas, os Tupinambá de Olivença e Tupinambá de Belmonte na Bahia, os Eleotério do Catu, Mendonça do Amarelão e Caboclos do Assu no Rio Grande do Norte, os Anacé, Jucá, Payaku e vários grupos Tremembé, Tabajara e Potiguara no interior do Ceará, até mesmo no Piauí já há notícias de um grupo se organizando através da Associação Itacoatiara dos Remanescentes Indígenas de Piripiri e dos grupos Codó Cabeludo, em Pedro II e Kariri (Caboclos da Serra Grande) em Queimada Nova.
Para completar este quadro podemos afirmar que há registros da existência de "comunidades" com ascendência indígena em vários outros locais do Nordeste e que no futuro podem demandar reconhecimento, alguns grupos já o fazem, mas enfrentam oposições até mesmo de certas parcelas do movimento indígena: No Ceará, há registros de grupos identificados como Tubiba-Tapuia, Gavião, Tupinambá, Kariri e Paupina
Em Pernambuco, há mobilização étnica no Brejo do Gama, seguindo a esteira da etnogênese Pankará; alguns antropólogos e missionários identificam populações com ascendência indígena em Triunfo, Barreiros, Orocó e Santa Maria da Boa Vista, em áreas de antigas missões, mas que não mobilizam de modo amplo (para setores do estado e intermediários da sociedade civil) sua origem indígena enquanto um elemento político, há um certo tipo de reconhecimento local dessas identidades, embora também haja o reconhecimento de ascendência negra, e o que é mais forte na região de Orocó e Sta Maria da Boa Vista (rio São Francisco) é a participação no circuito de trocas rituais do toré e da jurema com os indígenas Truká, Tumbalalá e Atikum. Fora o fato de que estas comunidades encontram-se ameaçadas de serem relocadas pela construção de barragens nas imediações da Ilha da Assunção.
Em Alagoas fala-se nos Caeté, de São Miguel dos Campos e Cururupe. Referências outras existem para Rio Grande do Norte, Piauí, Paraíba, Sergipe (Kaxagó em Pacatuba) e Bahia (Missões do Aricobé), mas não há notícias de mobilizações indígenas ou da presença de mediadores sociais que possam ajudar a deflagrar processos de etnogêneses nestes locais (lembremos que estamos falando agora de grupos com ascendência indígena identificada em níveis mais sutis e circuitos mais fechados de interação, p.ex. Conde e Alhandra).
Mais recentemente, no município de Paulo Afonso na Bahia, uma comunidade multiétnica de indígenas urbanos, composta por famílias Truká, Pankararu e Fulni-ô passou a reivindicar o reconhecimento como povo indígena Tupã.
Entre o povo awá-guajá, no Maranhão, existe uma das últimas sociedades que sobrevivem somente da caça e da coleta no continente americano. Não apresentam vida sedentária, por não se utilizarem da agricultura como meio de sobrevivência. Alguns grupos começaram a desenvolver o plantio da mandioca e a fazer farinha. Ocupam uma uma extensão territorial que vai desde a terra indígena Alto Turiaçu até a terra indígena Caru.
No Maranhão, classificado em 2016 como o estado com o maior número de conflitos indígenas no país, o desmatamento da Floresta Amazônica no leste do Maranhão representa uma ameaça aos povos cujas Terras Indígenas se localizam nessa região, em especial os guajajaras e os awá-guajás, considerado o último povo nômade e coletor das Américas. 

## Povos e respectivas terras indígenas no Nordeste e Leste do Brasil
Povo [Terra(s) UF]
- Aconã [Aconã AL]
- Anacé [Anacé CE]
- Aranã [Faz. Campo MG]
- Aranã-Caboclo [Faz. Alagadiço MG]
- Associação Indígena Itaquatiara [Associação Indígena Itaquatiara PI]
- Aticum [Aticum PE / Faz. Altamira BA]
- Awá-guajá [Arariboia, Awa, Caru MA]
- Babicos [Itapetim PE] [6]
- Banguê-Açu [Banguê-Açu RN]
- Caboclos do Açu [Açu RN]
- Kaimbé [Massacará BA]
- Calabaças [Vila Vitória CE]
- Calancó [Calancó AL]
- Cambiuá [Cambiuá PE]
- Canelas [Porquinhos MA]
- Canindé [Canindé de Aratuba; Canindé de Canindé CE]
- Cantaruré [Cantaruré BA]
- Capinauá [Capinauá PE]
- Carapotó [Carapotó; Carapotó de Terra Nova AL]
- Cariri da Serra Grande [Cariri da Serra Grande PI/PE/BA]
- Cariri de Crateús [Cariri de Crateús CE]
- Cariri de São Benedito [Carnaúba CE]
- Cariri do Crato [Umari (Poço D'Anta) CE]
- Carirí-Xocó [Cariri-Xocó AL; Aldeia Thá-Fene BA]
- Caruazu [Caruazu AL]
- Catoquim [Catoquim AL]
- Caxagó [Caxagó SE]
- Caxixó [Caxixó MG]
- Crenaque (Krenak) [Crenaque MG]
- Eleutérios do Catu [Catu RN]
- Fulniô (Fulni-ô) [Fulniô PE/AL]
- Gavião [Serra das Matas CE]
- Gavião-pucobiê [Governador MA]
- Guajajaras [Cana Brava/Guajajara, Caru, Governador, Lagoa Comprida, Morro Branco, Rio Pindaré, Rodeador, Rodeador  MA]
- Guarani Mbyá [TupiniQuim ES]
- Jenipapo-Canindé [Lagoa da Encantada CE]
- Jeripancó [Jeripancó AL]
- Ka'apor [Alto Turiaçu MA]
- Koiupanká [Koiupanká AL]
- Krikati [Krikati MA]
- Maxacali (Maxakali) [Maxacali; Aldeia Verde; Faz. Mundo Verde MG]
- Mendonças do Amarelão [Amarelão RN]
- Mucurim [Mucurim MG]
- Pancaiucá [Pancaiucá PE]
- Pancará [Pancará PE]
- Pancararé [Pancararé BA]
- Pancararu [Pancararu PE |Apucaré; Cinta Vermelha-Jundiba MG]
- Pancaru [Vargem Alegre BA]
- Pataxó [Aldeia Velha; Coroa Vermelha; Imbiriba; Mata Medonha; Monte Pascoal BA / Faz. Guarani; Faz. Modelo Diniz; Cinta Vermelha-Jundiba MG]
- Pataxó Hã Hã Hãe¹ [Caramuru-Paraguaçu; Faz. Bahiana BA]
- Pipipã [Pipipã PE]
- Pitaguaris [Pitaguari CE]
- Potiguara [Potiguara; Jacaré de São Domingos; Potiguara de Monte-Mór PB]
- Potiguara da Serra das Matas [Serra das Matas CE]
- Potiguara de Crateús [Monte Nebo; Aldeia São José; Nova Terra CE]
- Potiguara de Novo Oriente [Potiguara de Novo Oriente CE]
- Puri [Puri MG]
- Quiriri [Quiriri; Barra (Faz. Passagem) BA]
- Tabajara [Tabajara PB]
- Tabajara da Nova Terra [Nova Terra CE]
- Tabajara da Serra das Matas [Serra das Matas CE]
- Tabajara de Crateús [Serra das Melancias; Vila Vitória CE]
- Tabajara de Olho d'Água Canuto [Olho d'Água dos Canuto CE]
- Tabajara de Quiterianópolis [Tabajara de Quiterianópolis CE]
- Tabajara-e-Calabaças de Poranga [Poranga CE]
- Tapeba [Tapeba CE]
- Tembés [Alto Turiaçu MA]
- Timbira Krenyê
- Timbiras Krepu’Kateyé [Geralda Toco Preto MA]
- Tingui-Botó [Tingui-Botó AL]
- Tremembé [Tremembé de Almofala; Tremembé do Córrego João Pereira; Tremembé de Queimadas; São José e Buriti CE]
- Trucá [Trucá; Tapera PE / Trucá de Sobradinho; Aldeia Tupã BA]
- Tubiba-Tapuia [Serra das Matas CE]
- Tumbalalá [Tumbalalá BA]
- Tupinambá de Belmonte [Tupinambá de Belmonte BA]
- Tupinambá de Crateús [Crateús CE]
- Tupinambá de Itapebi [Tupinambá de Itapebi BA]
- Tupinambá de Olivença [Tupinambá de Olivença BA]
- Tupiniquim [Tupiniquim; Comboios ES]
- Tuxá [Rodelas; Ibotirama BA; Faz. Funil PE]
- Vaçu [Vaçu Cocal AL]
- Xacriabá [Xacriabá MG]
- Xocó [Caiçara - Ilha de São Pedro SE]
- Xocó Guará [Xocó Guará SE]
- Xucuru [Xucuru PE]
- Xucuru-Cariri [Xucuru-Cariri AL; Quixaba BA; Faz. Boa Vista - Bairro Pecuário MG]

¹Inclui as etnias, ou "famílias étnicas", Baenã, Camacã, Cariri-Sapuiá, Pataxó Hã Hã Hãe e Tupinambá do Caramuru.
Outros grupos étnicos (com situação a esclarecer):
- Catu-Auá-Araxá MG
- Gamelas MA, PI
- Índios da Fazenda Batalha BA
- Jucá CE
- Kariús CE
- Paiacu CE
- Paiaiá BA
- Potiguara da Paupina CE
- Quixelôs CE
- Tremembés MA
- Xacriabá de Cocos BA

## População

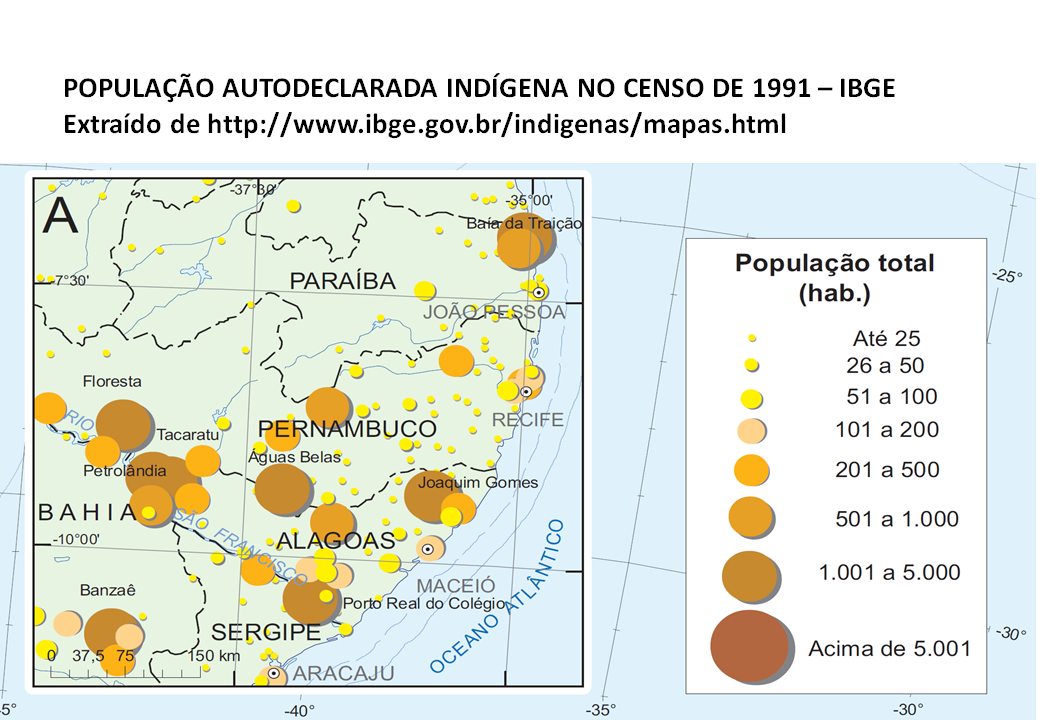
Censo 1991

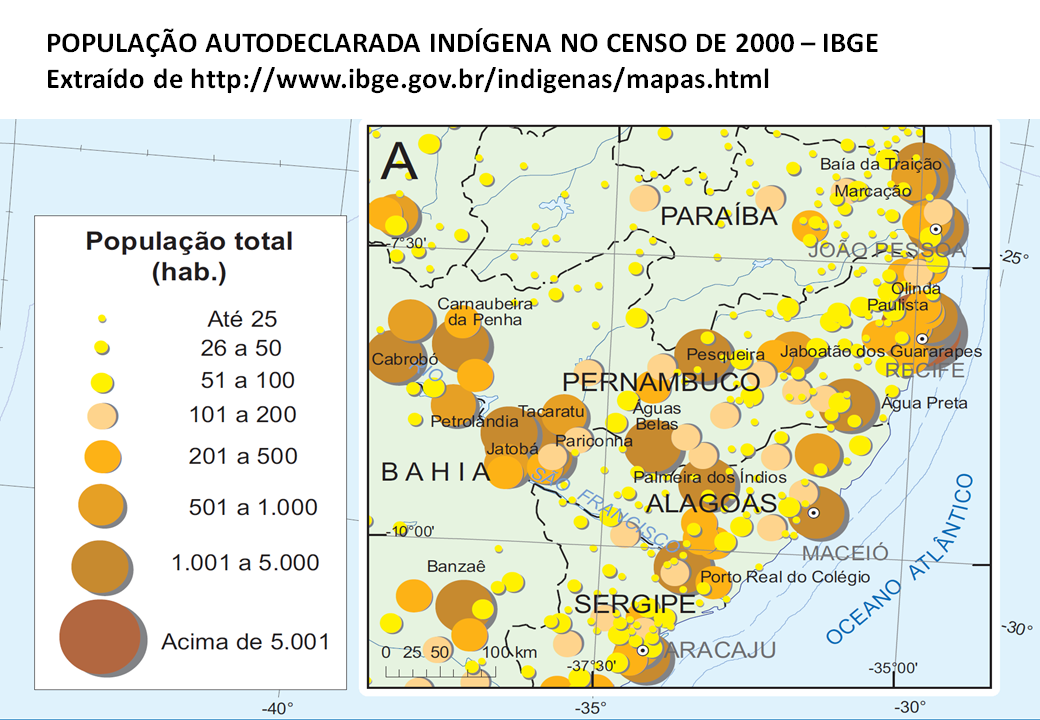
Censo 2000

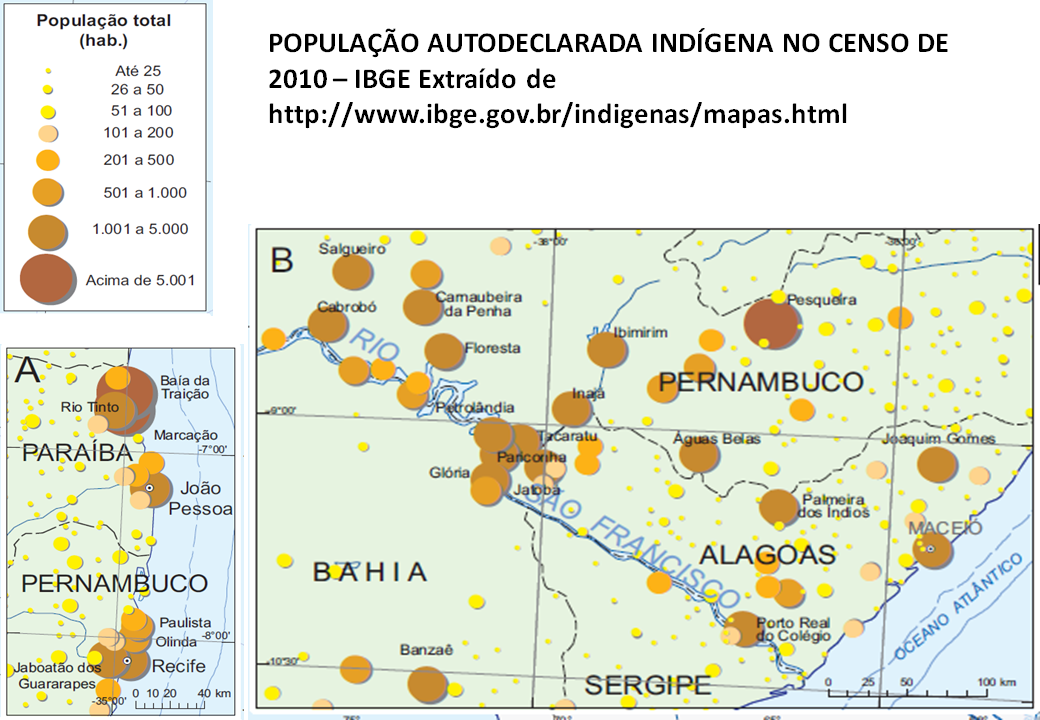
Censo 2010

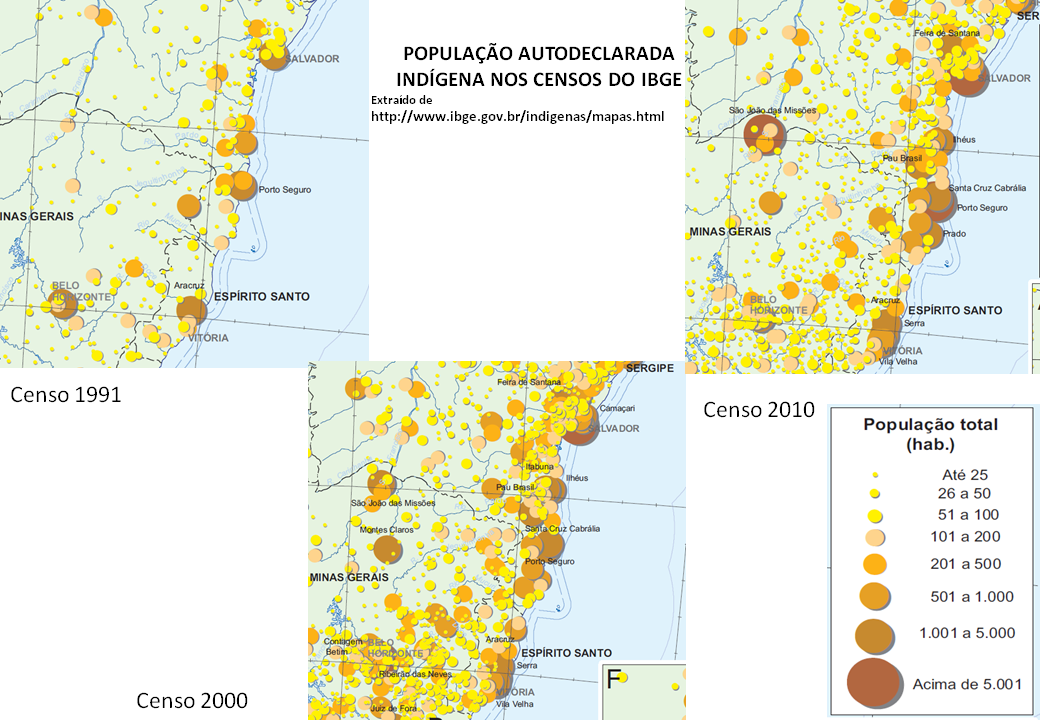
Censos leste

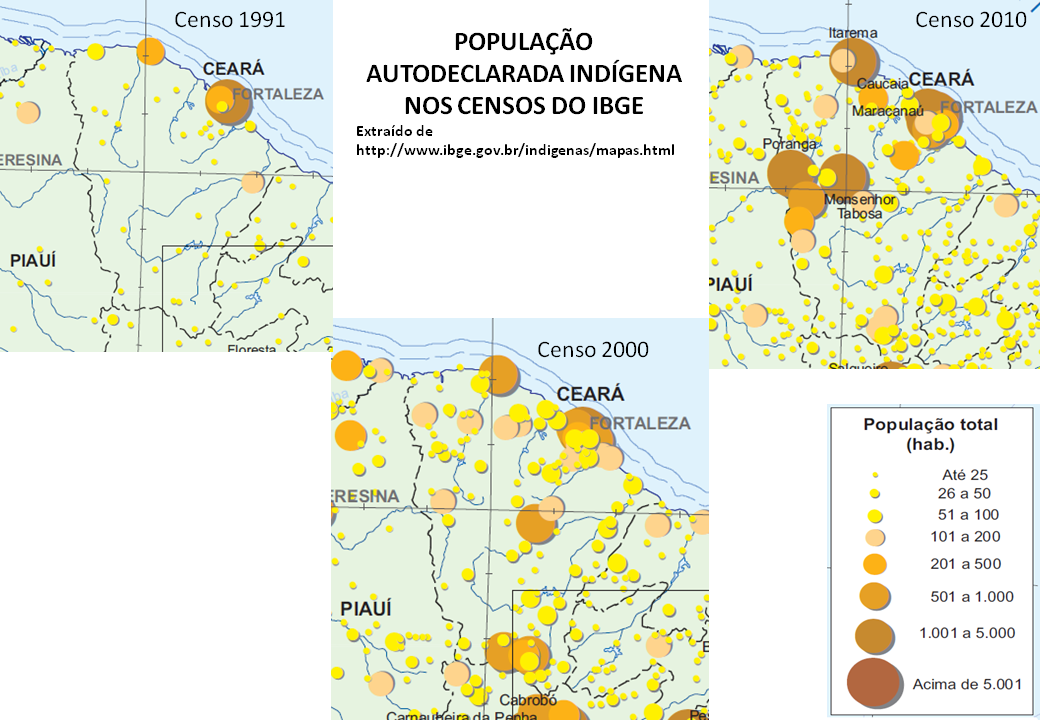
Censos ceará

As informações sobre a população indígena nas regiões etnográficas Leste e Nordeste são historicamente precárias e fragmentárias. Entretanto, nas últimas décadas produziram-se dados consistentes a partir de diversas fontes tais como a Funai, Funasa e IBGE, o que permite começar a produzir comparações entre diferentes estimativas e identificar o processo contínuo de crescimento do número de etnias, de seu contingente populacional, de sua distribuição no território e de sua participação nos municípios.

### Dados do IBGE
Os mapas a seguir apresentam os dados coletados pelo IBGE nos censos de 1991, 2000 e 2010 sobre a população autodeclarada indígena por município no quesito raça/cor de pele, o que nem sempre corresponde à localização das áreas ocupadas pelos povos indígenas, mas se aproxima bastante, principalmente no censo de 2010.

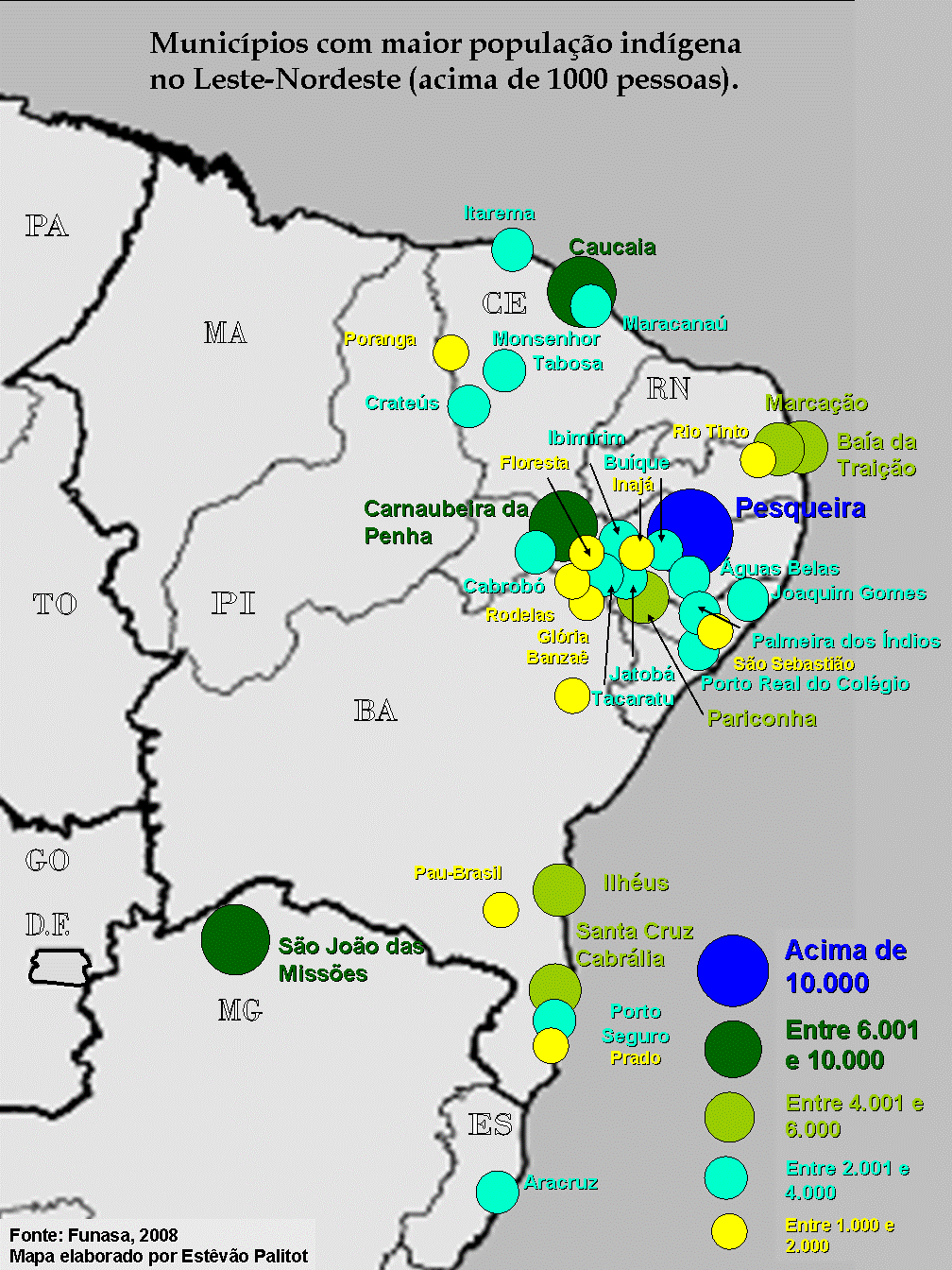
Municípios

### Dados da SESAI
Os mapas ao lado podem ser comparados com os mapas a seguir que apresentam os dados populacionais produzidos pelo subsistema de atenção á saúde indígena da Secretaria Especial de Saúde Indígena (SESAI) do Ministério da Saúde e que trazem dados por etnias, aldeias e municípios. Fonte: http://sis.funasa.gov.br/portal/mapa_dsei.asp
| Etnia             | População | Fonte      |
| ----------------- | --------- | ---------- |
| Potiguara (PB)    | 20554     | IBGE 2010  |
| Pataxó            | 13588     | IBGE 2010  |
| Xucuru            | 12829     | SESAI 2012 |
| Pankararú         | 11366     | IBGE 2010  |
| Xacriabá          | 9221      | IBGE 2010  |
| Atikum            | 7929      | SESAI 2012 |
| Canela            | 1521      | IBGE 2010  |
| Truká             | 6741      | SESAI 2012 |
| Tupiniquim        | 6646      | IBGE 2010  |
| Tapeba            | 6209      | SESAI 2012 |
| Tupinambá         | 5851      | IBGE 2010  |
| Fulni-ô           | 5278      | IBGE 2010  |
| Pitaguari         | 3799      | SESAI 2012 |
| Kambiwá           | 3688      | IBGE 2010  |
| Pataxo Hã-Hã-Hãe  | 3556      | IBGE 2010  |
| Potiguara (Ceará) | 3375      | SESAI 2012 |
| Kiriri            | 3079      | IBGE 2010  |
| Xucuru – Kariri   | 3064      | SESAI 2012 |
| Tremembé          | 3053      | SESAI 2012 |
| Tabajara          | 2727      | SESAI 2012 |
| Tembé             | 1844      | IBGE 2010  |
| Pankará           | 2689      | SESAI 2012 |
| Kariri - Xocó     | 2241      | SESAI 2012 |
| Wassú             | 2140      | IBGE 2010  |
| Kapinawá          | 2041      | SESAI 2012 |
| Maxakali          | 1935      | IBGE 2010  |
| Jeripancó         | 1879      | IBGE 2010  |
| Pankararé         | 1860      | SESAI 2012 |
| Tuxá              | 1828      | IBGE 2010  |
| Pipipã            | 1445      | IBGE 2010  |
| Anacé             | 1281      | SESAI 2012 |
| Tumbalalá         | 1220      | SESAI 2012 |
| Ka'apor           | 1.541     | IBGE 2010  |
| Karapotó          | 1069      | SESAI 2012 |
| Kaimbé            | 1030      | SESAI 2012 |
| Catokin           | 953       | IBGE 2010  |
| Kanindé           | 880       | SESAI 2012 |
| Kariri            | 787       | IBGE 2010  |
| Puri              | 675       | IBGE 2010  |
| Karuazu           | 664       | SESAI 2012 |
| Krenák            | 594       | IBGE 2010  |
| Krikati           | 978       | IBGE 2010  |
| Koiupanká         | 581       | SESAI 2012 |
| Xocó              | 570       | IBGE 2010  |
| Aranã             | 443       | SESAI 2012 |
| Kantaruré         | 398       | IBGE 2010  |
| Tapuya-Kariri     | 378       | SESAI 2012 |
| Kalankó           | 341       | SESAI 2012 |
| Tingui-Botó       | 340       | SESAI 2012 |
| Jenipapo-Kanindé  | 333       | SESAI 2012 |
| Paiaku            | 321       | IBGE 2010  |
| Kaxixó            | 307       | SESAI 2012 |
| Guajá             | 536       | IBGE 2010  |
| Guajajara         | 24248     | IBGE 2010  |
| Guarani (ES)      | 272       | SESAI 2012 |
| Kalabaça          | 220       | SESAI 2012 |
| Tubiba-Tapuia     | 189       | SESAI 2012 |
| Pankaru           | 117       | IBGE 2010  |
| Aconã             | 90        | IBGE 2010  |
| Mucurim           | 68        | IBGE 2010  |
| Gavião            | 57        | SESAI 2012 |
| Gavião Pukobiê    | 745       | IBGE 2010  |
| Baenã             | 16        | IBGE 2010  |
| Kamakã            | 14        | IBGE 2010  |